# Etcharry
Etcharry (Baskisch:Etxarri) is een gemeente in het Franse departement Pyrénées-Atlantiques (regio Nouvelle-Aquitaine) en telt 122 inwoners (1999). De plaats maakt deel uit van het arrondissement Bayonne. het ligt in de Baskische provincie Soule.

## Geografie
De oppervlakte van Etcharry bedraagt 7,5 km², de bevolkingsdichtheid is 16,3 inwoners per km².
De onderstaande kaart toont de ligging van Etcharry met de belangrijkste infrastructuur en aangrenzende gemeenten.

## Demografie
Onderstaande figuur toont het verloop van het inwonertal (bron: INSEE-tellingen).